# Otto von Greyerz

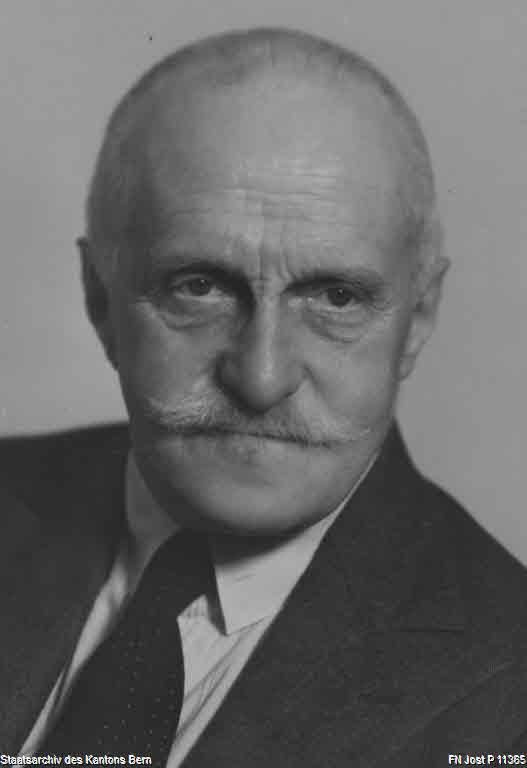
Otto von Greyerz (1940)

Otto Aimé Alphons von Greyerz (* 6. September 1863 in Bern; † 8. Januar 1940 ebenda) war ein Schweizer Germanist, Pädagoge und Mundartschriftsteller.

## Leben
Otto von Greyerz wurde geboren als Sohn des Pfarrers Otto Wilhelm Aimé von Greyerz und der Pauline Luise geb. Locher. Sein Urgrossvater war der Naturforscher Georg Forster, sein Bruder der Pfarrer Karl von Greyerz. Otto von Greyerz studierte Deutsche, Französische und Klassische Philologie, Geschichte und Philosophie an den Universitäten Bern, Göttingen und Berlin. 1886 bestand er in Bern das Gymnasiallehrerexamen. Er war Mitglied der Zofingia und in den Jahren 1886/1887 deren Zentralpräsident. 1887 promovierte er an der Universität Bern mit einer Arbeit zu Beat Ludwig von Muralt.
Von 1888 bis 1891 unterrichtete er Deutsch und Französisch am amerikanischen Robert College in Istanbul. 1891 habilitierte ihn die Universität Bern für «Geschichte der deutschen Sprache und Literatur», er dozierte aber nicht und demissionierte 1893. Von 1891 bis 1907 war von Greyerz Lehrer für Deutsch am städtischen Gymnasium in Bern und von 1907 bis 1915 Lehrer für Deutsch und Englisch am Landerziehungsheim Glarisegg bei Steckborn. 1914 habilitierte ihn die Universität Bern erneut, diesmal für «Sprache und Literatur der deutschen Schweiz, Lehrkunst des höheren Deutschunterrichts, deutsche Aussprache und Vortragskunst». 1915 wurde von Greyerz an die Lehramtsschule der Universität Bern berufen und 1916 wurde er zum ausserordentlichen und 1921 zum ordentlichen Professor für «Sprache und Literatur der deutschen Schweiz und Methodik des Deutschunterrichts» ernannt. 1925/26 war er Dekan der Philosophisch-historischen Fakultät. 1933 trat er in den Ruhestand. Er starb 1940 in Bern, er liegt begraben auf dem dortigen Schosshaldenfriedhof.

## Wirken

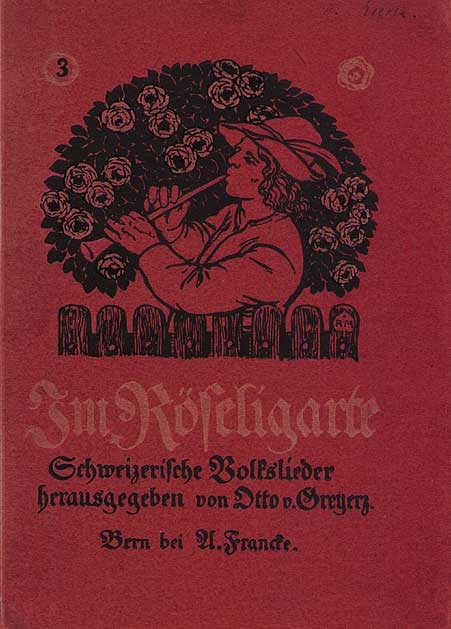
Im Röseligarte. 3. Band, 1910

Otto von Greyerz war Mitbegründer des Bernischen Heimatschutzvereins, Gründer und langjähriger Leiter des Berner Heimatschutz-Theaters und wesentlicher Förderer der neuen Volkshochschule Bern. Er schrieb Gedichte und Theaterstücke auf Berndeutsch und Hochdeutsch. Auch als einflussreicher Literaturkritiker – man muss wohl sagen: als konservativer «Berner Literaturpapst» – machte er sich stark für die Mundartdichtung und für Dichter, die auf seiner Linie lagen. Er war mit Emil Balmer, Karl Grunder, Emanuel Friedli, Simon Gfeller, Josef Reinhart, Rudolf von Tavel und anderen Autoren befreundet. 1920 gehörte er zu den Gründern der Genossenschaft zur Herausgabe der Schweizerischen Monatshefte für Politik und Kultur.
Von Greyerz setzte sich für eine Reform des Deutschunterrichts an den Schulen ein. Er wollte ein Gefühl für Sprache vermitteln: «Sprachkompetenz statt Auswendiglernen, Literatur statt Literaturgeschichte.» Ausgangspunkt sollte dabei immer die gesprochene Mundart sein; von dieser her sollte man sich dann schrittweise der Schriftsprache nähern. Mit dieser Haltung stand er in der Fortsetzung von Johannes Meyer, Gustav Adolf Seiler und Jost Winteler.
Sein bekanntestes Werk ist Im Röseligarte, eine Sammlung von Volksliedern, die ab 1908 in sechs Bänden erschien und mehrfach aufgelegt wurde. Dieses Werk prägt die Schweizer Volksmusik bis heute, so erschien 2002 eine CD Röseli Rock. Stephan Eicher, Rumpelstilz, Roland Zoss und andere nahmen Lieder aus dem Röseligarte in ihr Repertoire auf. Von Greyerz begann die Arbeit an einem berndeutschen Wörterbuch, starb jedoch vor dessen Fertigstellung. Die Arbeit blieb lange unvollendet, bis Ruth Bietenhard das Werk 1976 fertigstellte.

## Zitat
„Durch das Schweizerdeutsch, das alle ohne Ausnahme sprechen, wird jene von der Büchersprache geschaffene Kluft überbrückt, die Einheit des ursprünglich gemeinsamen, aber von der sog. Bildung gespaltenen Denkens und Fühlens der Gesamtheit wiederhergestellt. Wer diese Gemeinschaft nicht zu teilen begehrt, wie im Falle Spittelers, stellt sich abseits. Wie er den Volksgeist verleugnet, verleugnet der Volksgeist ihn.“

## Werke

### Theaterstücke
- E strube Morge. E Meitlikomedi i eim Akt. Bern 1897.
- Vatter u Suhn. Bern 1898.
- Die Schweizergarde in Paris (1792). Dramatische Scene. Mit Musik von Carl Munzinger. Schmid & Francke, Bern 1899.
- Der Napolitaner. Berndeutsches Lustspiel aus der Kommunarden-Zeit in drei Aufzügen. Bern 1901.
- Knörri und Wunderli oder «hei Si, wei Si, cheu Si». Berndeutsches Lustspiel in drei Aufzügen. Bern 1906.
- Bärnerlüt. Bernische Lustspiele. Bern 1911.
- Der Weltverbesserer. Lustspiel in zwei Aufzügen (nach der Widmann’schen Novelle „Die Weltverbesserer“). Bern 1912.
- Der Chlupf. Bern 1913.
- Ds Häberli’s Pudi: E Schuel- und Chinderkomedi i 4 Ufzüg. Francke, Bern 1913.
- Ds Schmockerlisi. Berndeutsches Lustspiel in vier Aufzügen. Nach der Novelle «Im alten Füsefüszgi» von R. v. Tavel. Bern 1917.
- Laßt hören aus alter Zeit. Schweizerisches Volksliederspiel. Mit Zeichnungen von Rudolf Münger. Verlag der Bärndütsch-Gsellschaft, Francke, Bern 1920.

### Zur Sprache
- Deutsche Sprachschule für Berner. Bern 1900.
- Die Mundart als Grundlage des Deutschunterrichts. Bern 1900.
- Kleines berndeutsches Wörterbuch. Bern 1904.
- Der Deutschunterricht als Weg zur nationalen Erziehung. Eine Einführung für junge Lehrer (= Pädagogium. Bd. 3). Klinkhardt, Leipzig 1914.
- Deutsche Sprache in der Schweiz. München 1917.
- Deutsche Sprachschule für Schweizer Mittelschulen. Bern 1922.
- Die Mundartdichtung der deutschen Schweiz, geschichtlich dargestellt. Huber, Frauenfeld/Leipzig 1924.
- Das Berner Mattenenglisch und sein Ausläufer: die Berner Bubensprache. Bern 1929; Fischer Media, Bern 1999, ISBN 3-85681-437-X.
- Sprachlicher Heimatschutz. In: Heimatschutz = Patrimoine, Bd. 25, 1930, S. 104–112 (Digitalisat).
- Spracherziehung. Vier Vorträge gehalten im Rundfunk März 1932. Rentsch, Erlenbach-Zürich o. J. (1932).
- Sprache – Dichtung – Heimat. Studien, Aufsätze und Vorträge über Sprache und Schrifttum der deutschen Schweiz und der östlichen deutschen Alpenländer. Francke, Bern 1933.
- Mundart und Schriftsprache. Bern 1935.
- Sprachpillen. Francke, Bern 1938 (ursprünglich als Kolumnen in der Berner Tageszeitung Der Bund erschienen).
- Sprachpillen. Neue Folge. Francke, Bern 1940.
- Berndeutsches Wörterbuch: Für die heutige Mundart zwischen Burgdorf, Lyss und Thun. Bearbeitet und hrsg. von Ruth Bietenhard. Francke, Bern 1976; 9., ergänzte Ausgabe: Cosmos, Bern 2008, ISBN 978-3-305-00255-9.

### Anderes
Als Autor
- Albrecht Haller als Dichter. Oeffentlicher Vortrag gehalten in Bern zu Gunsten des zu errichtenden Haller-Denkmals. Bern bzw. Dresden 1902.
- Deutsches Lesebuch für höhere Lehranstalten der Schweiz. Neubearbeitung der Ausgabe Jakob Baechtolds. 1904.
- Schweizer-Kinderbuch (Teil-Auflage als Kinderbuch für schweizerische Elementarschulen mit einer Fibel als Anhang). Francke, Bern 1907.
- Jeremias Gotthelf. Eugen Rentschverlag, Erlenbach-Zürich o. J.
- Josef Viktor Widmann. Zum 20. Februar. In: Die Schweiz. Nr. 4/1913, S. 79–82 (doi:10.5169/seals-587560#97 auf e-periodica.ch).
- Emanuel Friedlis Bärndütsch. In: Heimatschutz / Patrimoine. Bd. 16, 1921, S. 5–20 (Digitalisat).
- Historische Volkslieder der deutschen Schweiz. Leipzig 1922.
- Aus dem Leben und Schaffen Rudolf Müngers. Francke, Bern 1922.
- mit Walter Muschg, Carl Albrecht Bernoulli: Berner Geist – Zürcher Geist – Basler Geist. Orell Füssli, Zürich 1926.
- Das Volkslied der deutschen Schweiz (= Die Schweiz im deutschen Geistesleben, Band 48/49). Huber, Frauenfeld 1927.
- Briefwechsel zwischen Simon Gfeller und Otto von Greyerz 1900–1939. Hrsg. v. Erwin Heimann, Francke, Bern 1957.

Als Herausgeber
- Im Röseligarte. 6 Bände. Francke, Bern 1908–1925; Neudruck 1985.
- Von unsern Vätern. Bruchstücke aus schweizerischen Selbstbiographien vom 15.–19. Jahrhundert. 2 Bände. Francke, Bern 1912/13.
- Hebels Schatzkästlein. Für die Jugend ausgewählt von Otto von Greyerz. Mit Bildern von Wilhelm Schulz. Thienemann, Stuttgart o. J. (um 1920).
- August Corrodi: Onkel Augusts Geschichtenbuch. Geschichten, Sagen, Märchen und Schwänke für die Jugend. Ausgewählt und hrsg. von Otto von Greyerz. Vogel, Winterthur 1922.